# Černíč (tvrz)
Tvrz je opevněný dvorec přestavěný na areál vodního mlýna v druhé polovině 16. století pod hrází průtočného Černíčského rybníka v obci Černíč v okrese Jihlava. Je chráněn od roku 1972 jako kulturní památka České republiky.

## Historie
Pravděpodobně už ve 14. století na Moravské Dyji stála vodní tvrz, která byla v druhé polovině 16. století přestavěna na vodní mlýn s pilou. Objekty areálu byly v průběhu staletí přestavovány. V roce 1767 mlýn zachvátil požár. Po přestavbě byl tento letopočet na korouhvi na špici věže. Podle dendrochronologického výzkumu stromy pro krov chléva byly smýceny na přelomu let 1927/1928 a pro krov pily v období 1766/1767. Vlastní mlýn byl přestavěný a zvětšený na začátku 20. století.
Na mlýně se vystřídala řada majitelů, ale od začátku 17. století do konce 19. století vlastnili mlýn příslušníci jedné rodiny Jonášových – Procházkových.  Kolem roku 1930 vlastnil mlýn Otokar Šmejkal. Do státního seznamu kulturních památek byl zapsán v roce 1972.

## Popis
Areál mlýna vymezují po obvodu obytné stavení s přistavěnou věží, vlastní mlýn a hospodářské budovy kůlny, stodoly s pilou a zbytek uzavírá kamenná zeď.
Dvě křídla budov na půdorysu obdélníku propojené čtyřbokou zděnou věží představují obytnou budovu a hospodářskou budovu. Věž v severozápadní části dvora má armovaná nároží a v ose je průjezd s valenou klenbou. Nad průjezdem jsou v patrech nad sebou pravoúhlá okna s kamenným ostěním se skosenými hranami. Věž má čtyřbokou stanovou střechu.
Hospodářské křídlo východně od věže má hladkou fasádu s jedním pravoúhlým oknem. Fasáda ve dvoře má dvě pravoúhlá okna s kamenným ostěním a pravoúhlým vchodem. Je ukončena korunní profilovanou římsou, na kterou nasedá sedlová střecha.
Obytná jednopatrová budova je na podezdívce má hladkou fasádu s jedním malým oknem v suterénu a jedním oknem se šambránou a parapetní návojovou římsou. Fasáda nádvorní části je prolomena jedním pravoúhlým oknem a pravoúhlým vchodem. V prvním patře jsou v nestejné výšce tři pravoúhlá okna se šambránou a parapetní římsou. Pod zvalbenou sedlovou střechou je korunní římsa.
V roce 1874 měl mlýn čtyři složení, krupník, pilu a vodní kolo na vrchní vodu.
V roce 1930 na mlýně fungovala Francisova turbína o výkonu 35 HP s průtokem 0,884 m³/s, spád byl čtyři metry. Voda byla přiváděna vyzděným náhonem z rybníka přes automatické stavidlo. Náhon obtéká tvrz a podtéká pod věží valeně zaklenutým průchodem do turbínové kašny.